# Čertovica
Čertovica est un col à 1 235 m d'altitude emprunté par la route I./72 située dans le massif montagneux des Basses Tatras (Carpates occidentales), près de Mýto pod Ďumbierom dans la région de Banská Bystrica, dans le centre de la Slovaquie.
Une très petite station de ski a été développée sur les pentes à proximité de la route.